# Proterorhinus tataricus
A Proterorhinus tataricus a sugarasúszójú halak (Actinopterygii) osztályának sügéralakúak (Perciformes) rendjébe, ezen belül a gébfélék (Gobiidae) családjába és a Benthophilinae alcsaládjába tartozó faj.

## Előfordulása
A Proterorhinus tataricus a Krím-félsziget endemikus élőlénye. Csak a Chornaya folyó egy kis szakaszán található meg. A földek öntözése mezőgazdasági célokból veszélyezteti ezt a halfajt.

## Megjelenése
Ez az ukrajnai gébféle legfeljebb 9,2 centiméter hosszú. Egy hosszanti sorban 45-54 pikkely látható. A nászruhába öltözött hímek szeme mögött, dudor keletkezik.

## Életmódja
Mérsékelt övi hal, amely megél az édes- és brakkvízben is. Fenéklakó gébféle.

### Fordítás
- Ez a szócikk részben vagy egészben  a   Proterorhinus tataricus című angol Wikipédia-szócikk fordításán alapul.  Az eredeti cikk szerkesztőit annak laptörténete sorolja fel. Ez a jelzés csupán a megfogalmazás eredetét és a szerzői jogokat jelzi, nem szolgál a cikkben szereplő információk forrásmegjelöléseként.